# Liste der Bodendenkmäler in Haselbach (Niederbayern)
Auf dieser Seite sind die Bodendenkmäler in der niederbayerischen Gemeinde Haselbach zusammengestellt. Diese Tabelle ist eine Teilliste der Liste der Bodendenkmäler in Bayern. Grundlage ist die Bayerische Denkmalliste, die auf Basis des Bayerischen Denkmalschutzgesetzes vom 1. Oktober 1973 erstmals erstellt wurde und seither durch das Bayerische Landesamt für Denkmalpflege geführt wird. Die folgenden Angaben ersetzen nicht die rechtsverbindliche Auskunft der Denkmalschutzbehörde.

## Bodendenkmäler in Haselbach
| Lage                             | Objekt | Akten-Nr.     | Bild           |
| -------------------------------- | --- | ------------- | -------------- |
| Straubinger Straße 17 (Standort) | Untertägige mittelalterliche und frühneuzeitliche Befunde im Bereich der katholischen Pfarrkirche St. Jakobus der Ältere und ihrer Vorgängerbauten mit zugehörigem Friedhof. | D-2-6942-0007 | weitere Bilder |
| (Standort)                       | Burgstall | D-2-7042-0022 |                |
| (Standort)                       | Siedlung des Mittelalters. | D-2-7042-0141 |                |